# Spilopastes galinthias
Spilopastes galinthias är en fjärilsart som beskrevs av Carl Heinrich Hopffer 1856. Spilopastes galinthias ingår i släktet Spilopastes och familjen Castniidae. Inga underarter finns listade i Catalogue of Life.

## Bildgalleri

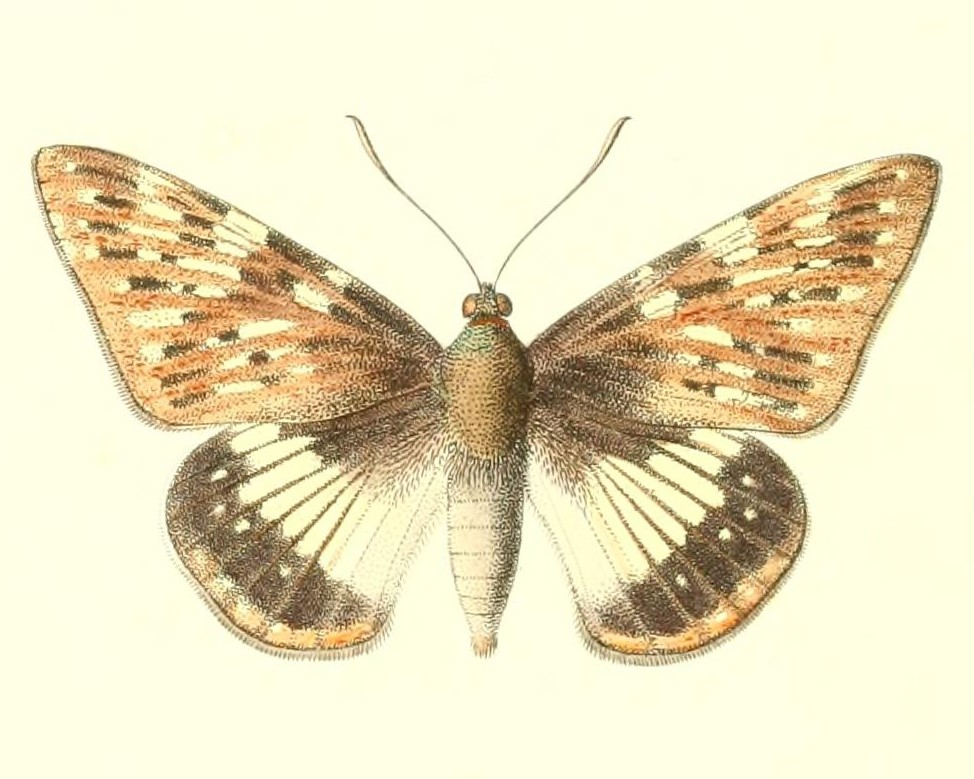